# Jim Norton (Schauspieler)
Jim Norton (* 4. Januar 1938 in Dublin, Irland) ist ein irischer Film- und Theaterschauspieler.

## Leben
Jim Norton übernahm ab Mitte der 1960er Jahre erste Nebenrollen in Filmen wie Ich, Dr. Fu Man Chu (1965) oder Alfred der Große – Bezwinger der Wikinger (1969). Oft übernahm er Rollen geistlicher Würdenträger, so z. B. in der Fernsehserie Die Füchse (1977), als Father Xavier in der Fernsehserie Lovejoy (1993), als Father Matthew Corlon in Fernsehserie Peak Practice (1998), als Bischof Brennan in der Sitcom Father Ted, als Reverend Fischer in Love Divided (1999), als Prediger in Sunset Heights (1999), als Prediger in Rebus (2000), als Bruder Xavier in Kick It with Samba – Heiße Rhythmen, große Liebe (2000) oder als Father Moran in Boxed (2003).
1999 spielte Norton am Broadway im Theaterstück The Weir die Rolle des Jack.
In der Literaturverfilmung Harry Potter und die Kammer des Schreckens spielte Norton 2002 die Rolle des Mr. Mason.
Für seine Nebenrolle als Richard Harkin im Theaterstück The Seafarer wurde er mit einem Olivier Award als bester Nebendarsteller (2007) und mit einem Tony Award als bester Nebendarsteller ausgezeichnet.
Am Broadway war Norton erneut von 2009 bis 2010 im Musical Finian’s Rainbow in der Hauptrolle des Finian McLonergan zu sehen, für die er überragende Kritiken erhielt.
Im Jahr 2011 war Norton an der Seite von Robert Pattinson, Reese Witherspoon und Christoph Waltz in der Literaturverfilmung Wasser für die Elefanten zu sehen.

## Filmografie (Auswahl)
- 1965: Ich, Dr. Fu Man Chu (The Face of Fu Manchu)
- 1969: Alfred der Große – Bezwinger der Wikinger (Alfred the Great)
- 1971: Wer Gewalt sät (Straw Dogs)
- 1972: Villains (Fernsehserie, drei Folgen)
- 1972–1974: Colditz (Fernsehserie, zwei Folgen)
- 1974: Adolf Hitler – My Part in His Downfall
- 1975: Piano Smashers of the Golden Sun (Fernsehfilm)
- 1975: Die Füchse (The Sweeney, Fernsehserie, eine Folge)
- 1975: Sam (Fernsehserie, drei Folgen)
- 1975: Quiller (Fernsehserie, eine Folge)
- 1980: Juno and the Paycock (Fernsehfilm)
- 1980: Die Zeitbombe (Cry of the Innocent, Fernsehfilm)
- 1982: The Adventures of Little Lord Fauntleroy (Fernsehfilm)
- 1982–1983: Nanny (Fernsehserie, zehn Folgen)
- 1984: Sakharov (Fernsehfilm)
- 1985: Wonders in Letterland (Fernsehserie, zehn Folgen)
- 1990: Geheimprotokoll (Hidden Agenda)
- 1991: Agatha Christie’s Poirot (Fernsehserie, 1 Folge)
- 1992: Jagd auf einen Unsichtbaren (Memoirs of an Invisible Man)
- 1992: Midnight’s Child (Fernsehfilm)
- 1992: Das Gift des Zweifels (Cruel Doubt, Fernsehfilm)
- 1992: Das weiße Zauberpferd (Into the West)
- 1993: Lovejoy (Fernsehserie, eine Folge)
- 1995–1998: Father Ted (Fernsehserie, drei Folgen)
- 1998: Peak Practice (Fernsehserie, eine Folge)
- 1999: A Love Divided
- 1999: Sunset Heights
- 2000: Rebus (Fernsehserie, eine Folge)
- 2000: Rough for Theatre II
- 2000: Kick It with Samba – Heiße Rhythmen, große Liebe (Mad About Mambo)
- 2001: Der goldene Riecher (On the Nose)
- 2002: Detention
- 2002: Boxed
- 2002: Harry Potter und die Kammer des Schreckens (Harry Potter and the Chamber of Secrets)
- 2002: The Hound of the Baskervilles (Fernsehfilm)
- 2003: Conspiracy of Silence
- 2004: Proof (Fernsehserie, eine Folge)
- 2004: Oyster Farmer
- 2006: Driving Lessons – Mit Vollgas ins Leben (Driving Lessons)
- 2006: Stan (Fernsehfilm)
- 2008: Der Junge im gestreiften Pyjama (The Boy in the Striped Pyjamas)
- 2008: Uncle Bills Barrel
- 2009: The Eclipse
- 2011: Wasser für die Elefanten (Water for Elephants)
- 2011: Extrem laut & unglaublich nah (Extremely Loud and Incredibly Close)
- 2013: Deception (Fernsehserie)
- 2014: Jimmy’s Hall
- 2015: River (Fernsehserie)
- 2016: The Boy
- 2018: Mary Poppins’ Rückkehr (Mary Poppins Returns)
- 2019: The Irishman

## Diskographie (Auswahl)
- Ulysses. 22 Audio-CDs (4:49 Std.) und Booklet. Englisch. Naxos Audiobooks, [Surrey, England] 2004, ISBN 962-634-309-5, gelesen von Jim Morton und Marcella Riordan; Regie Roger Marsh; Einführung von Derek Attridge.

## Auszeichnungen
- 2004: Nominierung für den Irish Film and Television Awards – Best Supporting Actor in Film/Television für seine Rolle in Proof[2]
- 2007: Gewinner des Olivier Award – Best Performance In A Supporting Role für seine Rolle in The Seafarer[3]
- 2008: Gewinner des Tony Award – Best Featured Actor in a Play für seine Rolle in The Seafarer[4]